# Miagrammopes sutherlandi
Miagrammopes sutherlandi är en spindelart som beskrevs av Benoy Krishna Tikader 1971. Miagrammopes sutherlandi ingår i släktet Miagrammopes och familjen krusnätsspindlar. Inga underarter finns listade i Catalogue of Life.